# Nesidiochernes robustus
Espèce
Nesidiochernes robustus est une espèce de pseudoscorpions de la famille des Chernetidae.

## Distribution
Cette espèce est endémique des îles Mariannes. Elle se rencontre sur Saipan, Tinian, Rota et Guam.

## Description
Le mâle mesure 2,5 mm et la femelle paratype 3 mm.

## Publication originale
- Beier, 1957 : Pseudoscorpionida. Insects of Micronesia, vol. 3, p. 1-64 (texte intégral).